# N.H.I.E.
N.H.I.E. è un singolo del rapper britannico 21 Savage e della rapper statunitense Doja Cat, pubblicato il 17 gennaio 2024 come secondo estratto dal sesto album in studio di 21 Savage American Dream.

## Antefatti
La canzone in precedenza era stata composta per l'album Scarlet di Doja Cat, la quale non l'ha inserita e in seguito 21 Savage le ha proposto di mettere la canzone nel suo album, accettando l'offerta.

## Descrizione
Il titolo del brano è l'acronimo della frase ''never have I ever'', traducibile in italiano "non ho mai". 

## Classifiche
| Classifiche (2024) | Posizione massima |
| ------------------ | ----------------- |
| Australia          | 51                |
| Canada             | 15                |
| Francia            | 95                |
| Germania           | 94                |
| Irlanda            | 39                |
| Lituania           | 13                |
| Nuova Zelanda      | 37                |
| Paesi Bassi        | 86                |
| Polonia            | 52                |
| Portogallo         | 60                |
| Stati Uniti        | 19                |
| Sud Africa         | 14                |
| Svezia             | 11                |
| Svizzera           | 29                |

## Date di pubblicazione
| Paese  | Data            | Formato | Etichetta | Nota   |
| ------ | --------------- | ------- | --------- | ------ |
| Italia | 17 gennaio 2024 | Radio   | Sony      | [ 11 ] |